# Laura Peredo
Laura Gabriela Peredo Torres (ur. 27 czerwca 1986) – meksykańska zapaśniczka w stylu wolnym. Zajęła siedemnaste miejsce na mistrzostwach świata w 2013. Brązowy medal na mistrzostwach panamerykańskich w 2013, 2016 i 2017 roku.